# Бакл
Бакл (англ. Buckle Island) — необитаемый антарктический остров 24 км в длину и до 6 км в ширину, который расположен между островами Янг и Стердж в море Сомова, в 110 км к северу от мыса Белоусов побережья Антарктиды. Входит в архипелаг Баллени. Принадлежность острова оспаривается Новой Зеландией.

## Геология
Остров представляет собой стратовулкан высотой 1239 метров над уровнем моря. Бакл является надводной частью подводного хребта, который простирается до берегов Южного острова Новой Зеландии. Бакл практически круглый год покрыт снегом. Имеет обрывистые берега, труднодоступен для высадки. На острове помимо вулканического конуса есть несколько кратеров. Вулканическая активность фиксировалась на востоке острова. В историческое время было зафиксировано 2 извержения в XIX веке: в 1839 и 1899 годах.